# Thea Blomst
Thea Viola Blomst (* 27. August 2002 in Göteborg. Schweden) ist eine schwedische Handballspielerin, die beim schwedischen Erstligisten IK Sävehof unter Vertrag steht.

## Karriere

### Im Verein
Blomst begann das Handballspielen im Jahr 2010 beim IK Sävehof. In der Saison 2019/20 absolvierte sie ihre ersten Einsätze für die Damenmannschaft von IK Sävehof in der höchsten schwedischen Spielklasse. Seit der Saison 2020/21 gehört die Kreisläuferin fest dem Erstligakader an. Mit Sävehof gewann sie 2022, 2023 und 2024 die schwedische Meisterschaft sowie 2023 und 2024 den schwedischen Pokal.

### In Auswahlmannschaften
Blomst lief zwischen 2018 und 2022 für die schwedischen Jugend- und Juniorinnennationalmannschaft auf, für die sie in 39 Länderspielen 93 Treffer erzielte. Bei ihrer ersten Turnierteilnahme mit der schwedischen Jugendnationalmannschaft gewann sie die Silbermedaille bei der U-17-Europameisterschaft 2019. Zwei Jahre später belegte sie bei der U-19-Europameisterschaft 2021 den vierten Platz. Blomst erzielte im Turnierverlauf insgesamt 14 Treffer. Bei der U-20-Weltmeisterschaft 2022 belegte sie wiederum den vierten Rang. Am 23. April 2022 gab sie ihr Debüt für die schwedische A-Nationalmannschaft gegen die Türkei.